# HD225253
HD225253 — хімічно пекулярна зоря спектрального класу B8, що має видиму зоряну величину в смузі V приблизно  5,6.
Вона  розташована на відстані близько 572,2 світлових років від Сонця.